# Protapanteles cinctiformis
Protapanteles cinctiformis är en stekelart som först beskrevs av Henry Lorenz Viereck 1911.  Protapanteles cinctiformis ingår i släktet Protapanteles och familjen bracksteklar. Inga underarter finns listade i Catalogue of Life.